# Madeleine L'Engle
Madeleine L'Engle, född 29 november 1918 i New York i New York, död 6 september 2007 i Litchfield i Connecticut, var en amerikansk författare.
Madeleine L'Engle är mest känd för sina romaner för barn och ungdom, främst A Wrinkle in Time (1962, Newberymedaljvinnare 1963). Ett återkommande tema i L'Engles verk är att vetenskap och religion talar om samma verklighet från olika perspektiv.

## Eftermäle
Nedslagskratern L'Engle på planeten Merkurius är uppkallad efter henne.

## Böcker översatta till svenska
- Preludium: Roman, 1946 (The Small Rain)
- Ett veck i tiden, 1983 (A Wrinkle in Time)
- Floden kommer, 1988 (Many Waters)